# The Riot
The Riot (títol original, Sulis 1907) és una pel·lícula de drama d'èpica noruec del 2023. És dirigida per Nils Gaup i el guió està escrit per Christopher Grøndahl. Els papers principals els interpreten Simon Berger, Stig Henrik Hoff, Alexandra Gjerpen i Kristoffer Sagmo Aalberg. S'ha doblat i subtitulat al català.
La preestrena va tenir lloc el 15 de setembre de 2023, i va arribar als cinemes el 6 d'octubre de 2023. En els premis Amanda de 2024, la pel·lícula va guanyar el premi del públic. A més, Kai Kiønig Bortne, Brian Yuan Zhang i Torgeir Busch van ser nominats als millors efectes visuals. La pel·lícula va guanyar el premi DGB del Festival Internacional de Cinema d'Emden-Norderney de 2024.